# Phu Phek

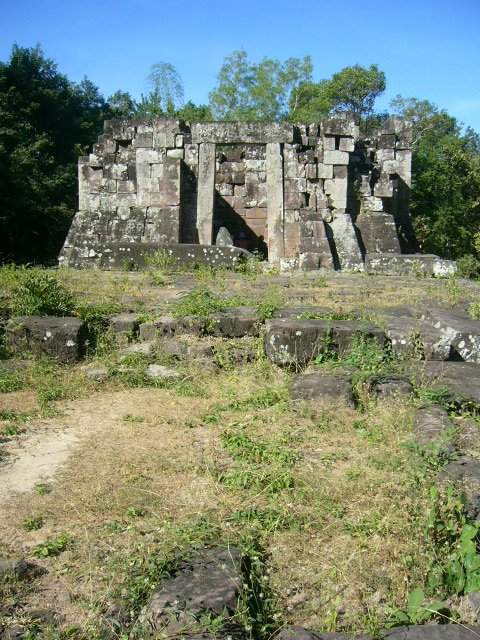
Ruine

Prasat Phu Phek (Thai: ปราสาทภูเพ็ก) oder Phra That Phu Phek ist eine buddhistische Bergtempel-Ruine des historischen Khmer-Reiches im heutigen Thailand.
Der Tempel befindet sich im Tambon Na Hua Bo, 37 Kilometer westlich von Sakon Nakhon (Thai: สกลนคร) im Phu-Phan-Höhenzug. Es ist heute eine Ruine eines um 1050 erbauten Laterit-Prang.
Im Tempel können astronomische Zusammenhänge mit dem Sonnenstand und der Ausrichtung des Bauwerks beobachtet werden (zum Beispiel Sonnenuhr).
Phu Phek wurde als Gegenstück zum Tempel Phra That Narai Cheng Weng gebaut.
Etwa auf halber Höhe des Berges befindet sich das moderne buddhistische Kloster Wat Phrathat Phu Phek (Thai: วัดพระธาตุภูเพ็ก). Der Tempel ist nur regional bekannt und befindet sich auf einem Einzelfelsen, zu dem 491 steile Treppenstufen führen. Diese beginnen am Ende der Straße beim neu errichteten buddhistischen Kloster.